# Tục tùy
Tục tùy (danh pháp hai phần: Euphorbia lathyris) là một loài thực vật có hoa trong họ Đại kích. Loài này được L. miêu tả khoa học đầu tiên năm 1753.

## Hình ảnh

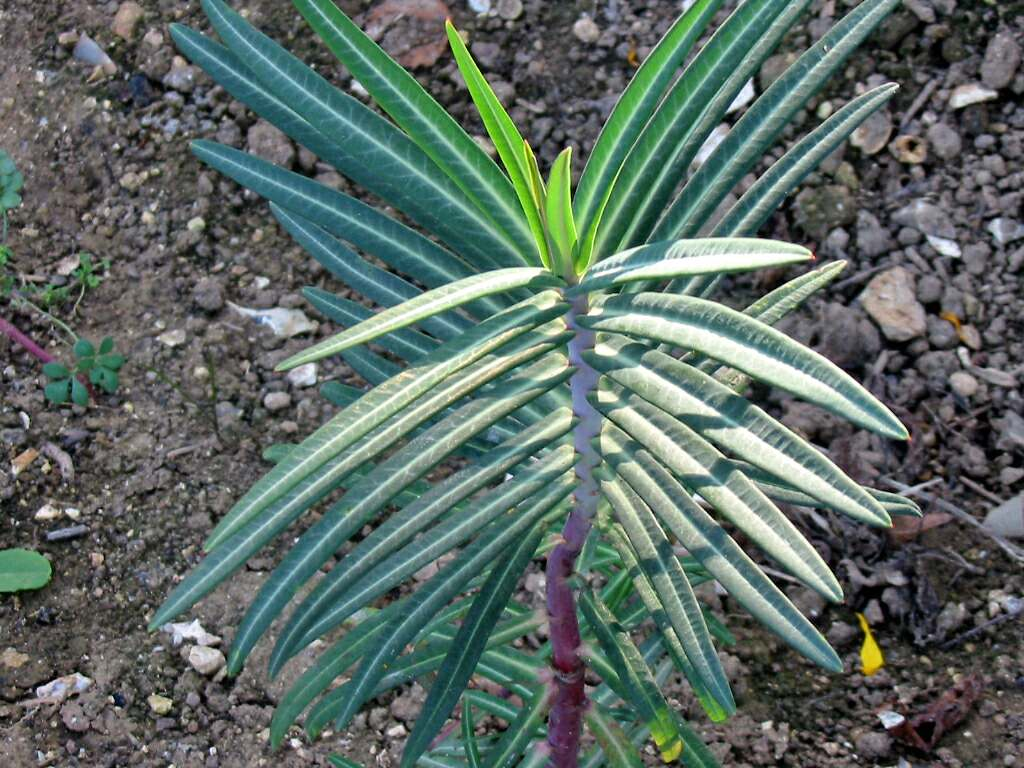
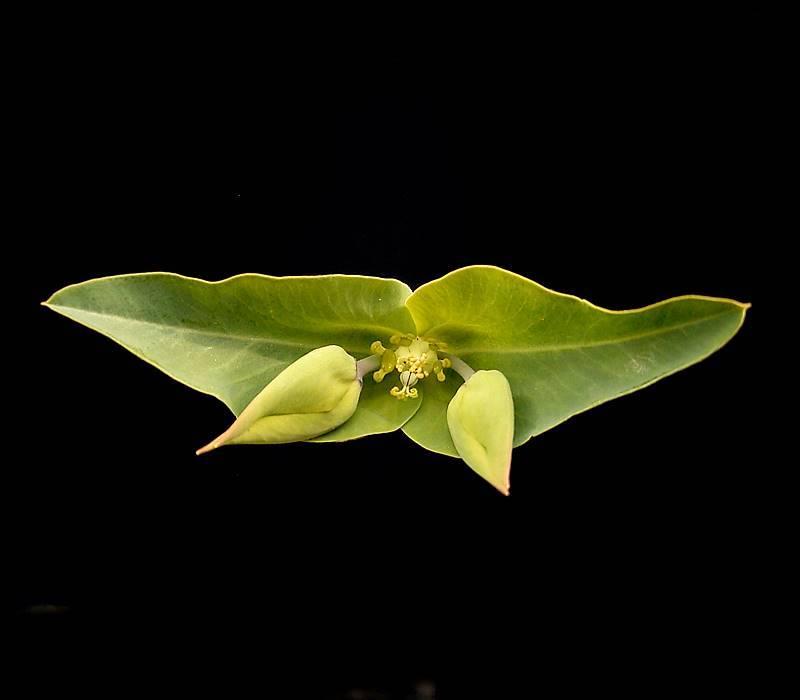
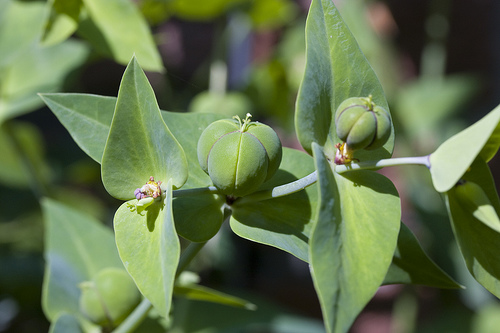
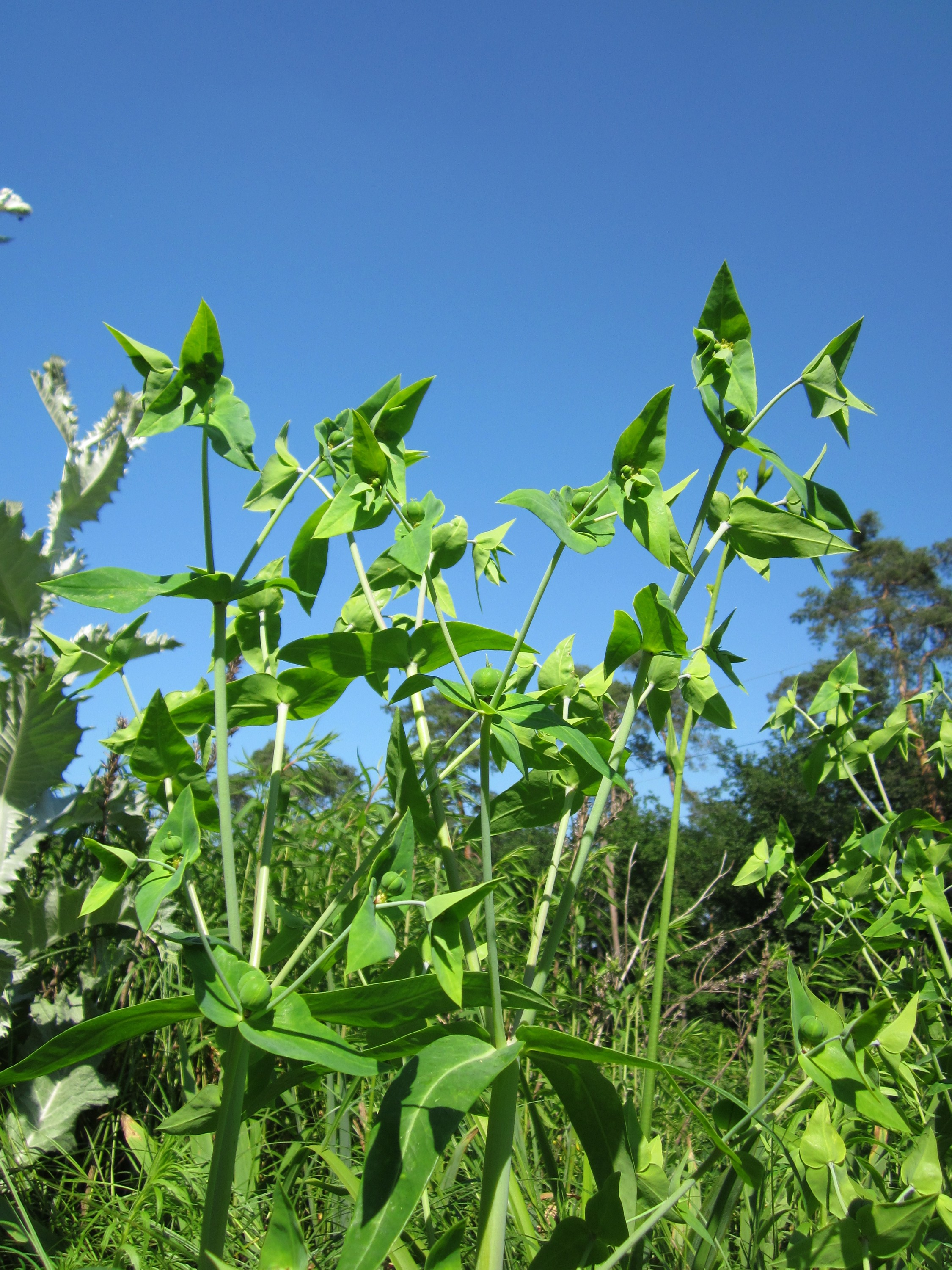
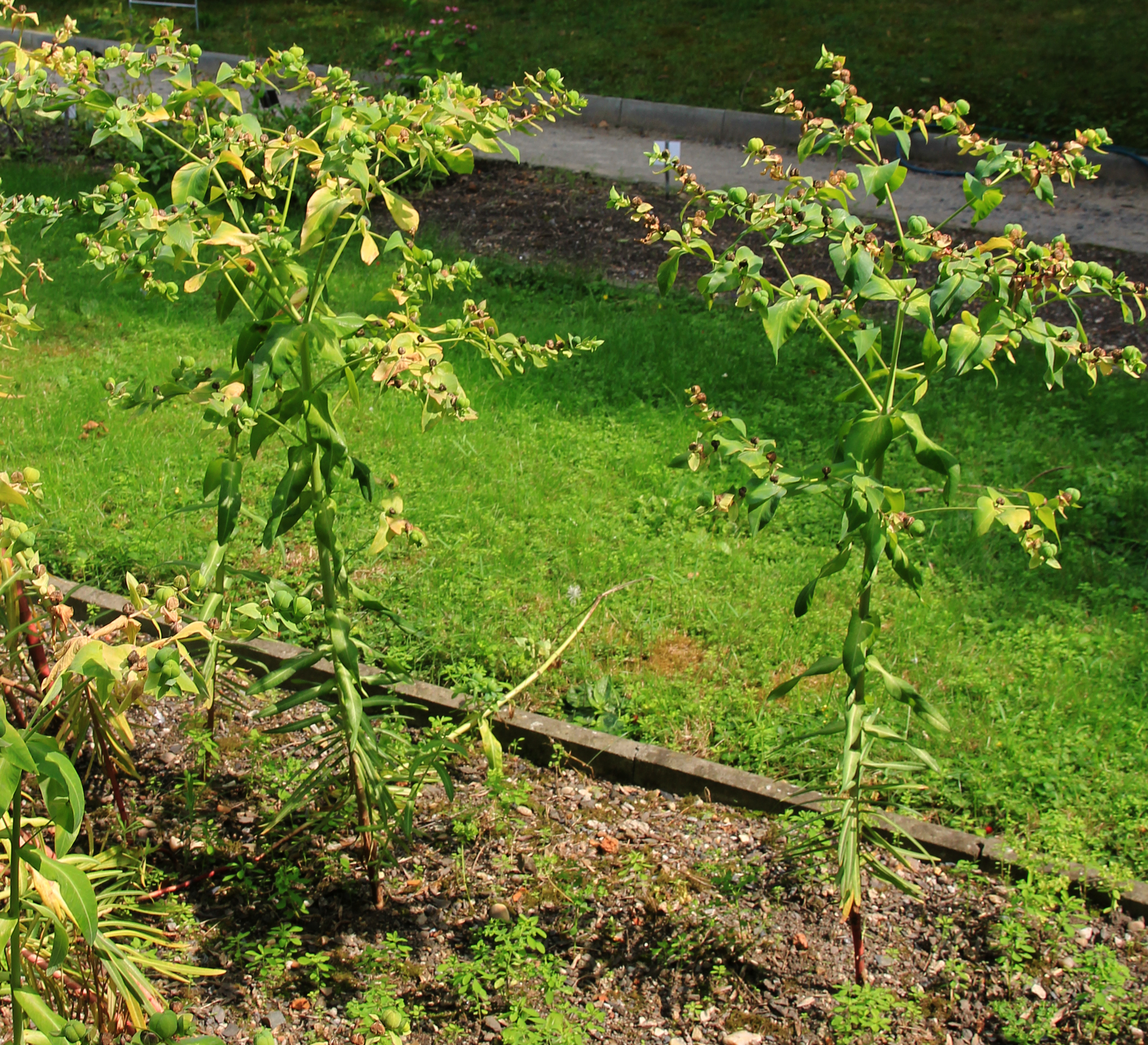